# 범죄 영화

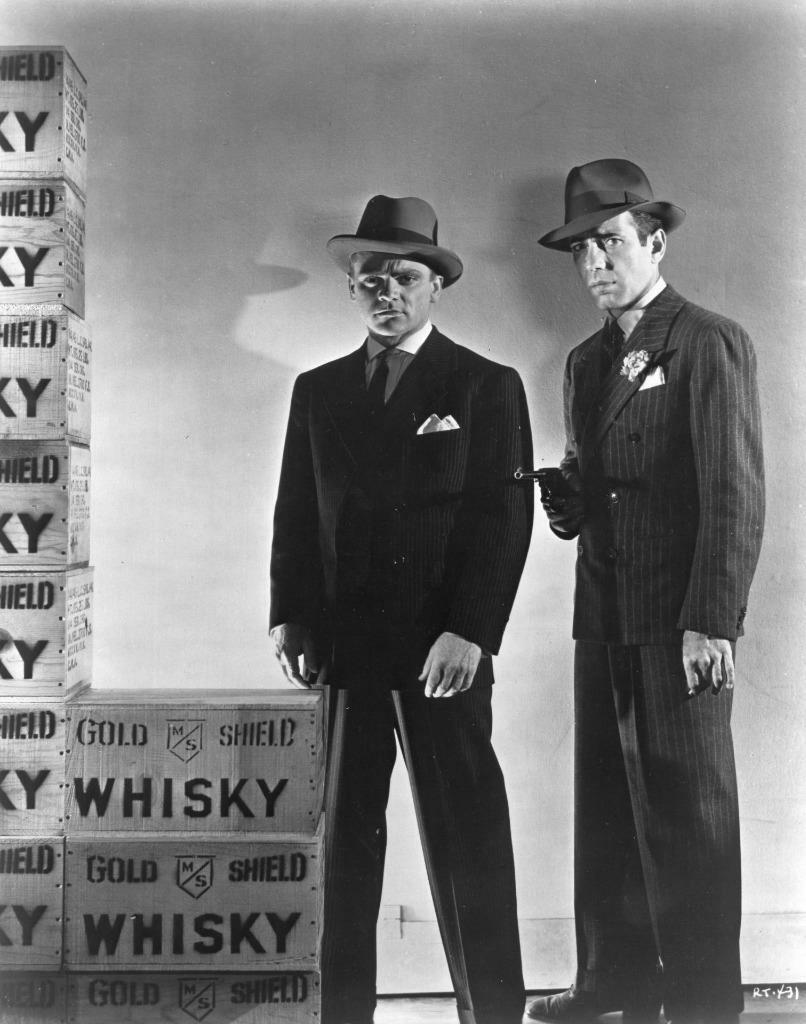
제임스 캐그니와 험프리 보가트가 출연한 범죄 영화 포효하는 20년대 (1939년)의 홍보 스틸컷.

범죄 영화(犯罪映畵)는 범죄물 장르에 속하는 영화이다. 이 장르의 영화들은 일반적으로 범죄와 허구의 다양한 측면을 다룬다. 문체적으로 이 장르는 드라마 또는 갱스터 영화와 같은 다른 많은 장르와 겹치고 결합될 수 있지만, 코미디도 포함하며, 차례로 미스터리, 서스펜스, 누아르와 같은 많은 하위 장르로 나뉜다.
각본가이자 학자인 에릭 R. 윌리엄스는 범죄 영화를 그의 스크린라이터 분류법에서 11가지 슈퍼 장르 중 하나로 분류했으며, 모든 장편 서사 영화는 이러한 슈퍼 장르로 분류될 수 있다고 주장했다. 다른 10가지 슈퍼 장르는 액션, 판타지, 공포, 로맨스, SF, 일상물, 스포츠, 스릴러, 전쟁, 서부극이다. 윌리엄스는 드라마를 "영화 유형"이라는 더 넓은 범주로, 미스터리와 서스펜스를 "매크로 장르"로, 누아르 영화를 "각본가의 경로"로 식별하면서 이러한 범주가 배타적이기보다는 추가적이라고 설명한다. 차이나타운은 드라마(영화 유형) 범죄 영화(슈퍼 장르)이면서 동시에 누아르(경로) 미스터리(매크로 장르)에 해당하는 영화의 한 예이다.

## 특징
범죄 영화를 구성하는 요소에 대한 정의는 간단하지 않다. 범죄학자 니콜 한 래프터는 그녀의 저서 <거울 속 총격: 범죄 영화와 사회>(2006)에서 영화 학자들이 주제의 복잡한 특성으로 인해 범죄 영화 전체를 검토하는 것을 전통적으로 꺼려왔음을 발견했다. 카를로스 클라렌스는 그의 저서 <범죄 영화>(1980)에서 범죄 영화를 범죄자, 법, 사회의 상징적인 표현으로 묘사했다. 클라렌스는 범죄 영화가 문화적, 도덕적으로 비정상적인 것을 묘사하며, 심리적이고 사적인 상황에 더 초점을 맞춘다고 쓴 스릴러 영화와는 다르다고 계속 설명했다. 토마스 샤츠는 <할리우드 장르: 공식, 영화 제작, 그리고 스튜디오 시스템>(1981)에서 범죄 영화라는 개념을 장르로 언급하지 않고, 갱스터 영화와 탐정 영화와 같은 "겉보기에 유사한 '도시 범죄' 공식"은 그들만의 독특한 형태였다고 말한다. <범죄 영화>(2004)의 저자 토마스 라이치는 범죄 영화가 범죄를 충격적으로 파괴적이며 동시에 완전히 정상적인 곳으로 일반화하는 범죄 문화를 정의하는 주제로 제시한다고 밝혔다. 래프터는 범죄 영화로 정의될 수 있는 다양한 영화들의 복잡성을 회피하는 가장 좋은 방법은 범죄와 그 결과에 주로 초점을 맞춘 작품으로 보고, 케이퍼 영화, 탐정 영화, 갱스터 영화, 경찰 영화 및 교도소 영화와 법정 드라마에 이르는 여러 장르를 포괄하는 범주로 보아야 한다고 제안했다. 그녀는 드라마와 로맨스 영화처럼, 범죄 영화는 여러 작고 더 일관된 그룹을 포괄하는 포괄적인 용어라고 말했다.
이 장르의 모든 영화에 등장하는 범죄 행위는 캐릭터의 관점에서 또는 영화의 전체적인 서사에서 사회적 또는 제도적 질서에 대한 더 큰 비판을 나타낸다. 영화는 또한 범죄에 대한 관객의 양면적인 태도에 의존한다. 거물급 범죄자들은 비도덕적이지만 매력적인 인물로 묘사되는 반면, 개척적인 경찰관들은 범죄자를 잡기 위해 법을 어긴다. 라이치는 이것이 영화에 결정적인 요소라고 정의했는데, 영화는 범죄자, 범죄 해결사, 피해자들 사이의 경계가 끊임없이 무너지고 재확립되는 것에 관한 것이며, "이러한 역설이 모든 범죄 영화의 핵심"이라고 결론 내렸다. 래프터는 이러한 주장을 반복하며 범죄 영화는 사회와의 관계를 바탕으로 정의되어야 한다고 말했다.
라이치는 범죄 영화가 선의로 포장된 지옥으로 가는 길, 법은 개인 위에 있다, 범죄는 이득이 되지 않는다 등 대중의 사회적 믿음을 강화한다고 쓴다. 이 장르는 또한 일반적으로 순진한 피해자, 위협적인 범죄자, 그리고 탐정과 그들의 영웅적 또는 비참한 지위, 사법 시스템의 도덕적 권위를 질문하거나 죄가 있는 것처럼 보이는 순진한 캐릭터를 제시함으로써 그들을 고무하는 그들 자신의 도덕과 같은 도덕적 절대성을 확인하는 결말을 가진다.
범죄 영화는 범죄의 세 당사자 중 하나인 범죄자, 피해자, 복수자에 초점을 맞춘 모든 영화를 포함하며 한 당사자가 다른 두 당사자와의 관계를 탐구한다. 이것은 범죄 영화가 월 스트리트 (1987년)와 같은 넓은 범위의 영화를 포괄하게 한다; 아스팔트 정글 (1950년)과 같은 케이퍼 영화; 그리고 잔인한 힘 (1947년)에서 쇼생크 탈출 (1994년)에 이르는 교도소 영화들. 범죄 영화는 서부 영화와 같은 미장센으로 정의할 수 없는데, 이는 즉시 인식할 수 있는 요소나 패러디 영화와 같은 다른 장르의 독특한 의도가 부족하기 때문이다.
라이치와 래프터는 모두 범죄가 중심 드라마 상황을 야기하는 모든 영화를 범죄 영화라고 부르는 것은 비실용적일 것이라고 쓴다. 라이치는 대열차강도 (1903년)부터 용서받지 못한 자 (1992년)에 이르는 대부분의 서부극은 종종 범죄와 처벌에 대한 서사를 가지고 있지만, 일반적으로 범죄 영화로 묘사되지는 않는다는 예를 들었다. <윈체스터 73>(1950)과 <오명의 목장>(1952)과 같은 범죄-처벌 테마의 영화들은 그들의 배경이 이야기보다 우선하기 때문에 범죄 영화보다는 서부극으로 분류된다. 알랭 실버와 제임스 우르시니는 <범죄 소설 동반자>(2020)에서 "논쟁의 여지 없이 대부분의 서부 영화는 범죄 영화"이지만, 그들의 지배적인 장르적 식별은 공포, SF, 시대극 영화와 범죄가 다른 것처럼 다르다고 주장했다. 래프터는 또한 서부극이 범죄 영화로 간주될 수 있지만, 이러한 인식은 "개념적 혼란을 야기할 뿐"이라고 제안했다.

## 역사

### 무성 영화 시대
1940년 이전의 범죄 영화 역사는 범죄와 범죄자에 대한 변화하는 사회적 태도를 반영했다. 20세기 첫 20년 동안 미국 사회는 도시가 급속도로 확장되고 사회 불안과 거리 범죄가 증가하며 일부 사람들이 범죄 조직을 형성하는 등 강도 높은 사회 개혁을 겪었다. 이 초기 무성 영화 시대에는 법 집행자보다 범죄자들이 영화 화면에서 더 두드러졌다. 이 시기의 초기 영화 중에는 D. W. 그리피스의 <픽 앨리의 총잡이>(1912년)가 있는데, '스내퍼 키드'라는 별명을 가진 갱스터에게 시달리는 젊은 여성을 다룬다. 라울 월시의 <리제너레이션>(1915년)은 사회복지사에 의해 범죄의 삶에서 구원받는 갱스터에 대한 초기 장편 영화였다. 이 두 초기 영화와 토드 브라우닝의 <아웃사이드 더 로>(1920년)와 같이 범죄 활동의 세계를 다룬 영화들은 실버와 우르시니에 의해 "강력한 도덕적 규범에 묶인" 갱스터로 묘사되었다. 스튜어트 카민스키는 <미국 영화 장르>(1974)에서 리틀 시저 (1931년) 이전의 갱스터 캐릭터들은 본질적으로 로맨스였다고 밝혔다.
무성 영화 시대의 유럽 영화들은 할리우드 작품들과는 근본적으로 달랐는데, 제1차 세계 대전 이후의 대륙 문화를 반영했다. 드루 토드는 이로 인해 유럽인들은 더 어두운 이야기를 만드는 경향이 있었고, 이 영화들의 관객들은 이러한 서사를 더 잘 받아들일 준비가 되어 있었다고 썼다.
몇몇 유럽 무성 영화들은 범죄 인물의 신비로움을 탐구하는 데 훨씬 더 나아갔다. 이들은 프랑스에서 루이 푀이야드의 영화 연작 <판토마스>(1913년)의 성공을 따랐다.
할리우드 장편 영화의 평균 예산은 1914년 2만 달러에서 1924년 30만 달러로 증가했다. 실버와 우르시니는 초기 범죄 장편 영화가 오스트리아의 망명 감독 조셉 폰 스턴버그의 작품으로, <암흑가>(1927년)와 같은 그의 영화들은 범죄 행동의 대부분의 원인을 제거하고 범죄자 자신에게 초점을 맞추어 1930년대의 인기 있는 갱스터 영화를 예고했다고 밝혔다.

### 1930년대
1930년대 초반의 갱스터 영화의 토대는 1920년대 초반에 값싼 목재 펄프 용지 재고로 인해 대량 시장 출판물이 폭발적으로 증가하면서 영향을 받았다. 신문은 알 카포네와 같은 밀주업자를 민중 영웅으로 만들었으며, <블랙 마스크>(1920년)와 같은 펄프 잡지는 스마트 세트와 같은 고급 잡지를 지원하여 캐롤 존 데일리의 레이스 윌리엄스와 같은 강인한 탐정 이야기를 출판했다. 갱스터 영화의 초기 물결은 리틀 시저 (1931년), 공공의 적 (1931년), 스카페이스 (1932년)와 같은 영화들로 장르를 정의한 초기 할리우드 작품들의 이야기에서 자유롭게 차용했다. 무성 영화 시대의 훨씬 이전 영화들과 비교하여 라이치는 1930년대의 순환을 "구원의 여지가 있다고 여겨졌던 대범한 무성 영화의 악당을 무자비한 살인자로" 변화시킨 것으로 묘사했다.
할리우드 스튜디오 경영자들은 전문 범죄자의 묘사를 완화하라는 공익 단체의 끊임없는 압력을 받았는데, 이미 1931년에 잭 L. 워너는 워너 브라더스가 그런 영화 제작을 중단할 것이라고 발표했다. <스카페이스> 자체는 감독 하워드 휴즈가 미국 영화 제작자 및 배급사 협회의 제작 규약 사무소와 영화의 폭력성과 근친상간의 암시를 놓고 협의하면서 1년 이상 지연되었다. 1934년에 시작된 새로운 범죄 영화 물결은 법 집행관들이 범죄자들만큼 매력적이고 카리스마 있게 만들어졌다. 수사국(1935년에 연방수사국 (FBI)로 명칭 변경)의 국장인 J. 에드거 후버는 머신 건 켈리, 프리티 보이 플로이드, 존 딜린저와 같은 실제 갱스터에 대한 대중적인 십자군 원정을 통해 자신의 조직과 자신에게 더 큰 예산과 더 넓은 언론 보도를 촉진했다. 후버의 허구화된 공적은 미래의 영화인 <G 맨>(1935년)에서 미화되었다. 1930년대 내내 미국 영화에서 범죄자에 대한 시각은 주로 미화되었지만, 십 년이 끝날 무렵에는 할리우드 작품들이 허구의 범죄자들에게 가지는 태도가 덜 직설적이고 더 복잡해졌다. 1935년에 험프리 보가트는 페트리파이드 포레스트 (1936년)에서 듀크 맨티 역을 맡았는데, 라이치는 이 역할을 "할리우드의 노골적으로 은유적인 갱스터의 첫 모습"이라고 묘사했다. 보가트는 후반 30년대에 <더럽혀진 얼굴의 천사>(1938년)와 <포효하는 20년대>(1939년)에 출연했다. 라이치에 따르면 "직설적이고, 육체적이며, 외향적인" 매력을 가진 배우 제임스 캐그니와 달리, 보가트의 캐릭터와 연기는 "비뚤어진 껍질 아래의 세속적인 실망감의 깊이"를 시사하며 "비극적인 범죄자의 낭만적인 신비로움"을 보여주는 갱스터를 묘사했다.

### 1940년대
1940년대는 범죄 영웅들에 대한 양면적인 태도를 형성했다. 라이치는 이러한 변화가 1933년 금주법 폐지와 FBI의 대중적인 성공으로 인한 고위급 조직 범죄의 감소 때문이라고 제안했다. 1930년대의 범죄 영화와 달리 1940년대의 영화는 허구적인 이야기에 더 기반을 두었으며, 폴 무니가 <내 어깨 위의 천사>(1946년)에서, 캐그니가 <화이트 히트>(1949년)에서 연기한 갱스터들은 의식적으로 시대착오적이었다.
이 시기의 영화 제작자들은 나치즘의 부상으로 유럽을 탈출하고 있었다. 프리츠 랑, 로버트 시오드맥, 빌리 와일더와 같은 감독들은 1930년대 후반과 1940년대에 이후 프랑스 비평가들에 의해 필름 누아르로 묘사된 범죄 영화를 만들었다. <여인의 초상>, <로라>, <안녕, 내 사랑>, <이중 배상>과 같은 1944년의 여러 영화들이 이 영화 시대를 열었다. 이 작품들은 1950년대 중반까지 계속되었다. 필름 누아르에 대한 반작용으로 스릴러 <92번가 집>(1945년)이 개척한 보다 세미다큐멘터리적인 접근 방식을 취한 영화들이 등장했다. 이는 <이중 노출>(1947년)과 <네이키드 시티>(1948년)와 같은 보다 현실적인 접근 방식을 취한 범죄 영화로 이어졌다.
10년이 끝나갈 무렵, 파커 타일러와 로버트 워쇼와 같은 미국 비평가들은 할리우드 자체를 제2차 세계 대전 이후 억압된 미국 문화적 불안의 무대로 간주했다. 이는 교도소가 라이치가 "무의미하고 비극적으로 불공정한 활동의 연속"이라고 묘사한 실존적 사회적 은유인 교도소 영화인 <잔인한 힘>과 같은 영화에서 볼 수 있다.

### 1950년대
1950년까지 범죄 영화는 법과 범죄자들이 은유적으로 반영하는 사회 질서에 대한 변화하는 태도를 따랐으며, 대부분의 영화는 1934년의 영화보다 노골적으로 폭력적이거나 성적이지 않았다. <화이트 히트>(1949년)는 핵폭탄의 만연한 위험을 다룰 일련의 범죄 영화를 시작했으며, 그 주제는 기술적 악몽에 위협받을 때 주된 갱스터 조디 재럿이 불로 불을 끄는 것이다. 이러한 주제는 다른 두 주요 범죄 영화에서 문제를 전 세계적인 수준에서 하위 문화적인 수준으로 끌어내면서 확장되었다: <빅 히트>(1953년)와 <키스 미 데들리>(1955년)는 묵시론적인 이미지를 사용하여 위험을 나타내는데, 전자는 영화가 재앙적인 통제 불능의 힘과 핵 홀로코스트의 "외상적 결과"의 이미지와 지속적으로 연결되며, <키스 미 데들리>는 할리우드 애슬레틱 클럽의 사물함에 원자 폭탄이 실제로 기다리고 있다.
<아스팔트 정글>(1950년)은 범죄 하위문화를 미국 문화의 거울로 정의하려는 경향을 강화했다. 케이퍼 영화의 순환은 <살인자들>(1946년)과 <크리스 크로스>(1949년)와 같은 영화들로 예고되었으며, 이후 <킬링>(1956년)과 <오즈 어게인스트 투마로우>(1959년)와 같은 작품들이 뒤를 이었다. 라이치는 이 영화들이 강도 행위의 계획과 실행을 사용하여 "삶의 환원 불가능한 불합리성"을 극화했다고 썼다. 실존적 절망의 주제는 이 영화들을 유럽 영화 제작자들에게 인기가 많게 만들었으며, 그들은 <리피피>(1955년)와 <사기꾼들>(1955년)과 같은 자체적인 하이스트 영화를 만들었다. 다가오는 프랑스 뉴 웨이브 운동의 영화 제작자들은 <사형대의 엘리베이터>(1958년), <네 멋대로 해라>(1960년), <피아니스트를 쏴라>(1960년)와 같은 후기 작품들로 이러한 범죄 영화를 향수와 비판의 복합적인 혼합물로 확장할 것이다.

### 1960년대
1940년부터 1958년까지의 고전 누아르 시기 이후, 이전 두 십 년의 폭력으로 돌아왔다.
1960년까지 영화는 대중 매체 엔터테인먼트 형식으로서 텔레비전에 인기를 잃고 있었다. 그럼에도 불구하고 범죄 영화는 텔레비전에서 허용되지 않는 내용을 제공함으로써 이에 맞섰는데, 우선 더 높은 수준의 화면 폭력을 선보였다.
<싸이코>(1960년)와 <사탄의 가면>(1960년)과 같은 영화들은 영화 속 화면 폭력의 증가를 알렸다. 이 영화들 이전에는 해머 필름 제작물의 폭력적이거나 더 잔인한 장면들은 영국 영화 등급 위원회에 의해 잘리거나 주로 내레이션을 통해 전달되었다. 1960년대 후반으로 갈수록 박스 오피스 수익은 더욱 강해지기 시작했다. 할리우드의 헤이스 코드 기준 폐지는 더욱 폭력적이고 선정적이며 잔인한 영화를 허용하게 되었다.
캘리포니아 대학교 버클리 캠퍼스와 컬럼비아 대학교의 학생들이 인종 불평등과 베트남 전쟁에 반대하는 시위를 하는 동안, 할리우드는 일반적으로 서사에서 전쟁을 무시했는데, <그린 베레>(1968년)와 같은 영화는 예외였다. 범죄 영화 <우리에게 내일은 없다>(1967년)는 갱스터 영화 장르를 부활시켰고 반체제적 분위기를 포착했으며, 징병의 도덕적 불의를 공격하기 위해 미국 기관을 악마화하는 주제로 영화 속 화면 폭력의 새로운 기준을 세웠다. 이러한 폭력의 증가는 <포인트 블랭크>(1967년)와 같은 다른 범죄 영화에도 반영되었다.
라이치는 반체제에 대한 분노가 경찰 묘사 자체로까지 확산되는 것을 발견했는데, <블리트>(1968년)는 갱단 살인자와 무자비한 정치인 사이에 갇힌 경찰관을 다루었고, <밤의 열기 속으로>(1967년)는 인종 평등을 요구하며 아카데미 작품상을 수상한 최초의 범죄 영화가 되었다.

### 1970년대
<프렌치 커넥션>(1971년)은 블리트의 고결한 영웅을 지미 "포파이" 도일이라는 캐릭터로 대체했는데, 라이치는 그를 법과 상관들의 제약에 대해 "지칠 줄 모르고, 잔인하고, 사악하며, 무관심한" 인물로 묘사했다. 이 영화는 여러 아카데미상을 수상했으며 흥행에도 성공했다. 이어서 <대부>(1972년)가 비평적, 상업적 성공을 거두었는데, 이 영화 또한 아카데미 작품상을 수상했으며 <프렌치 커넥션>보다 더 좋은 흥행 실적을 보였다. 이 영화와 그 속편 <대부 2>(1974년)의 성공은 갱스터 영화 장르의 위상을 강화했으며, 이는 <스카페이스>(1983년), <원스 어폰 어 타임 인 아메리카>(1984년), <언터처블>(1987년), <좋은 친구들>(1990년), <도니 브래스코>(1997년)와 같은 1990년대 영화들로 이어졌다.
<더티 해리>(1971년)는 새로운 형태의 경찰 영화를 만들어냈는데, 클린트 이스트우드의 캘러핸 경위 연기에 대해 비평가 폴린 카엘은 "정신병적 인격처럼 감정 없이 살고 죽이는 영웅"이라고 묘사했다. 드류 토드는 <거울 속 총격: 범죄 영화와 사회>에서 이 캐릭터가 1940년대와 1950년대의 반항적인 캐릭터가 등장하는 영화들과 다르다고 묘사했는데, 그의 분노가 국가를 향하며 자경단 정의에 대한 환상과 뒤섞여 있다고 보았다. <더티 해리>, <프렌치 커넥션>, <어둠의 표적>(1971년)과 같은 영화들은 폭력적인 자경단을 구원자로 제시했다. 1970년대 중반까지 잘생기고 건장하며 용감한 전통적인 주인공은 토드가 "병적인 아웃사이더, 비탄에 잠기고 충동적으로 폭력적인" 인물로 묘사한 캐릭터로 대체되었다.

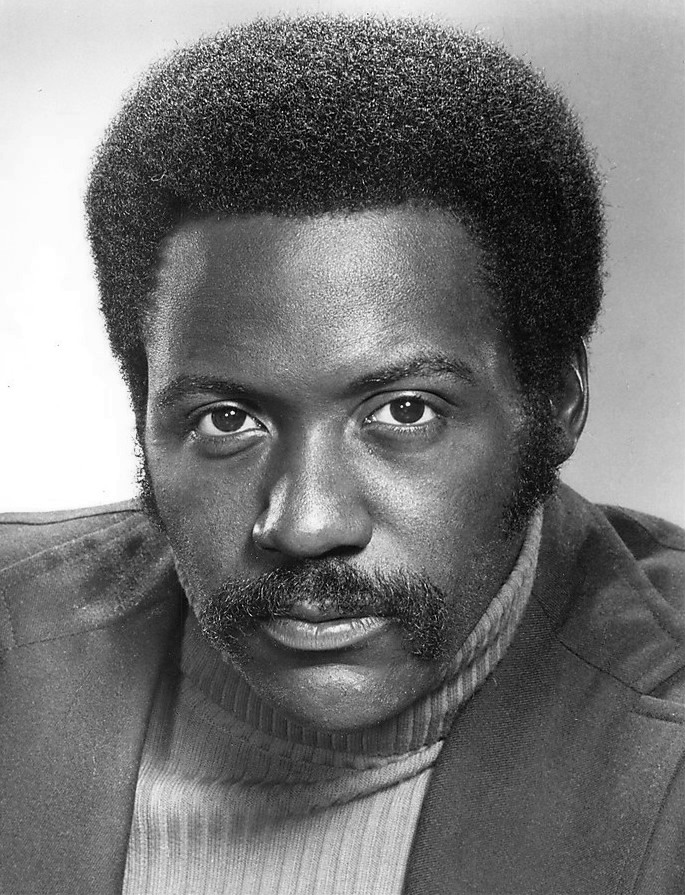
1973년 존 샤프트 역의 리처드 라운트리.

할리우드 제작사들은 새로운 관객을 유치하기 위해 백인 미국인이 제작하고 마케팅한 영화인 블랙스플로이테이션 영화를 제작하기 시작했다. 이 영화들은 <샤프트>(1971년)의 성공에 따라 스튜디오들이 그 인기를 쫓아 <슈퍼 플라이>(1972년), <블랙 시저>(1973년), <코피>(1973년), <블랙 갓파더>(1974년)와 같은 영화들을 서둘러 제작하면서 거의 전적으로 범죄 영화였다. 이 영화들은 종종 이전 영화의 파생작이었는데, 예를 들어 <쿨 브리즈>(1972년)는 <아스팔트 정글>의 리메이크였고, <히트 맨>(1972년)은 <겟 카터>(1971년)의 리메이크, <블랙 마마, 화이트 마마>(1973년)는 <흑과 백>(1958년)의 리메이크였다. 이 시기는 일반적으로 1970년대 중반에 둔화되었다.
교도소 영화는 과거 영화의 공식을 충실히 따르면서도 욕설, 폭력, 섹스 수준이 높아졌다. <폭력 탈옥>(1967년)은 부활을 알렸고, 1970년대에 <빠삐용>(1973년), <미드나잇 익스프레스>(1978년), <알카트라스 탈출>(1979년)과 같은 영화들이 뒤를 이었다.

### 1980년대 및 1990년대
로널드 레이건이 1980년에 대통령이 되자 보수 시대가 시작되었다. 범죄 영화의 경우, 이는 공식 정책과 시민의 정치적 무관심을 비판하는 정치 영화를 포함한 다양한 반응으로 이어졌다. 여기에는 <의문의 실종>(1982년), <실크우드>(1983년), <노 웨이 아웃>(1987년)과 같은 영화들이 포함되었다. 교도소 영화와 법정 드라마 또한 <거미 여인의 키스>(1985년)와 <자유의 절규>(1987년)와 같은 영화들로 정치적 색채를 띠게 되었다.
<M>(1931년)와 <저주받은 카메라>(1960년)와 같은 이전 영화에도 연쇄 살인범에 관한 영화가 있었지만, 1980년대에는 연쇄 살인이라는 특징에 중점을 두어 반복적인 살인에 초점을 맞춘 영화의 수가 늘어났다. 이 영화들 중 다수는 십대 지향적인 영화였지만, <드레스드 투 킬>(1980년)과 <헨리 - 연쇄살인범의 초상>(1986년)과 같은 영화들도 포함되었고, 2000년대에도 <세븐>(1995년), <키스 더 걸>(1997년), <아메리칸 사이코>(2000년)와 같은 영화들이 계속되었다.
존 G. 카웰티의 "차이나타운과 최근 미국 영화의 장르적 변형"(1979년)이라는 제목의 기사에서 카웰티는 <차이나타운>(1974년)과 <와일드 번치>(1969년)와 같은 영화들이 옛 장르가 향수를 재배하고 각 장르가 키운 신화를 비판함으로써 변화하고 있다는 점을 지적했다. 토드는 이것이 1980년대의 범죄 영화에 영향을 미쳤으며, 그는 "장르가 모호해지고, 파스티시가 만연하며, 한때 고정되었던 시간과 의미와 같은 이상이 전복되고 불안정해지는" 포스트모던 영화로 분류될 수 있다고 보았다. 이는 선형적 서사와 선악의 구분을 거부하기 시작한 미국 범죄 영화에도 적용될 것이다. 브라이언 드 팔마의 <드레스드 투 킬>과 <스카페이스>와 같은 작품, 그리고 코언 형제와 데이비드 린치의 작품은 토드가 <블러드 심플>(1984년)과 <블루 벨벳>(1986년)과 같은 영화들에서 "꿈의 상태를 불러일으키는 양식화되었지만 거칠고 건조한 유머러스한 그림"이라고 묘사했으며, 이는 <광란의 사랑>(1990년)과 같은 1990년대 영화들로 이어졌다. 쿠엔틴 타란티노는 1990년대에 폭력과 범죄를 가볍게 다룬 <저수지의 개들>(1992년), <펄프 픽션>(1994년), <올리버 스톤의 킬러>(1994년)와 같은 영화들로 이러한 경향을 이어갔고, 린치와 코언 형제는 <파고>(1996년)와 <로스트 하이웨이>(1997년)로 계속되었다. 마틴 스코세이지와 시드니 루멧과 같은 다른 감독들은 <좋은 친구들>, <도시의 제왕>(1980년), <사랑과 슬픔의 맨하탄>(1990년), <카지노>(1995년)와 같은 더 전통적인 범죄 영화를 계속 만들었다.
1990년대의 다른 경향은 여성 또는 소수자를 주인공으로 하는 영화들로 범죄 영화의 경계를 확장했는데, <델마와 루이스>(1991년), <황홀>(1991년), <블루 데블>(1995년), <바운드>(1996년), <돌로레스 클레이븐>(1996년) 등이 있다.

## 하위 장르
모든 장르는 더 넓은 장르의 하위 장르이며, 그 맥락에서 자체적인 관습이 의미를 갖는다. 따라서 갱스터 영화를 자체적인 장르이자 범죄 영화의 하위 장르로 생각하는 것이 합리적이다.

### 갱스터 영화
이 영화들에서 갱스터와 그들의 가치는 수십 년간의 반복과 수정을 통해 뿌리 박혔으며, 일반적으로 결단력 있는 폭력 행위를 통해 행동 규범을 상세하게 설명하는 남성적인 스타일이 중심 관심사였다.
전형적인 갱스터 영화는 할리우드 작품인 <리틀 시저>(1931년)였다. <리틀 시저> 이후 초기 갱스터 영화 개봉에 이어 도덕적 공황이 발생했고, 이는 1935년 제작 규약 행정처가 첫 주요 시기를 마감하게 만들었다. 이미 1939년에는 <포효하는 20년대>(1939년)와 같은 영화에서 볼 수 있듯이 전통적인 갱스터는 향수를 불러일으키는 인물이 되었다. 전문 범죄자에 대한 미국 작품은 1950년대의 규약 완화와 1966년 폐지를 통해 가능해졌다. 제작 규약 폐지 이후의 유일하거나 최초의 갱스터 영화는 아니지만, <대부>(1972년)는 가장 인기가 많았고 스타일의 주요 부활을 이끌었다. 이 영화는 장르의 과거 주제를 따르면서도 마피아의 복잡한 세계와 그 규모 및 심각성을 새로운 방식으로 강조하여 장르의 새로운 기준을 확립했다.

### 하이스트 영화
하이스트 영화는 "빅 케이퍼" 영화라고도 불리며, 갱스터 영화와 신사 도둑 영화라는 두 가지 영화적 선행 작품에서 유래한 범죄 영화의 한 유형이다. 이 영화들의 핵심 요소는 적어도 표면적으로는 엄청난 금전적 중요성을 지닌 단 하나의 범죄를 저지르는 데 플롯이 집중된다는 것이다. 이 영화들의 서사는 범죄 심리만큼이나 범죄 실행에 몰두하는 하이스트에 초점을 맞추며, 몽타주와 확장된 시퀀스를 통해 범죄가 종종 전개되는 것을 강조하는 특징을 가진다.
이 장르는 때때로 "케이퍼"라는 용어와 혼용되기도 한다. 이 용어는 1950년대의 더 드라마틱한 영화에 사용되었고, 1960년대에는 <토마스 크라운 어페어>(1968년)와 <토프카피>(1964년)에서 볼 수 있듯이 로맨틱 코미디의 요소가 더 강하고 더 유쾌한 요소가 있었다.

### 하이브리드 장르
라이치는 장르를 결합하는 것이 문제가 있다고 설명했다. 각본가이자 학자인 줄 셀보는 이를 확장하여 "범죄/액션" 또는 "액션/범죄" 또는 기타 하이브리드로 묘사된 영화는 내러티브 구성 단계에서 두 장르 모두 중요하기 때문에 "단지 의미론적 연습"일 뿐이라고 설명했다. 마크 불드는 <누아르 영화 동반자>에서 여러 장르를 혼합한 장르 라벨링이 영화 비평에서 흔했으며, 영화의 형식, 내용 요소를 환기시키는 간결한 설명이나 이러한 요소들이 어떻게 결합되는지에 대한 주장은 거의 없다고 언급했다.

## 평가
라이치는 이 장르가 영화 유성 영화 시대의 시작 이래로 인기가 많았다고 밝혔다. 우르시니와 실버는 서부극, 공포 영화, 전쟁 영화와 달리 범죄 영화의 인기는 결코 시들지 않았다고 말했다.